# Angiotensina
Les angiotensines són diversos pèptids bioactius provinents de la degradació enzimàtica de l'angiotensinogen. Per la seva importància biològica, el principal d'ells és l'angiotensina II. Tot i això, també s'han descrit accions biològiques per l'angiotensina I, i d'altres angiotensines. Les angiotensines són un conjunt d'hormones peptídiques derivades del angiotensinogen, que causen vasoconstricció i un posterior augment de la pressió arterial. Són part del sistema renina angiotensina aldosterona (RAS), que és un objectiu important dels fàrmacs que disminueixen la pressió arterial. Les angiotensines també estimulen l'alliberament d'aldosterona, una altra hormona, de l'escorça adrenal. L'aldosterona promou la retenció de sodi en la nefrona distal, al ronyó, que també augmenta la pressió sanguínia. Encara que la funció principal d'aquestes hormones és el control de la pressió sanguínia des de fa ja diverses dècades, se sap que també exerceixen accions reguladores molt importants a nivell de processos inflamatoris i profibròtics.
Les angiotensines són oligopèptids que actuen com a hormones i dipsògens. Es deriven de la molècula precursora angiotensinogen, un globulina sèrica produïda al fetge. Tenen un paper important en el sistema renina angiotensina aldosterona. La primera angiotensina va ser aïllada de forma independent a Indianapolis i l'Argentina a finals dels 1930s (com 'angiotonina' i 'hipertensina', respectivament) i posteriorment caracteritzada i sintetitzada per grups en els laboratoris de la Clínica Cleveland i Ciba a Basilea, Suïssa.

Sistema regulador de Renina-Angiotensina-Aldosterona

## Precursors i tipus d'angiotensina

### Angiotensinogen
El angiotensinogen és una α-2-globulina constitutivament produït i alliberat en la circulació sanguínia principalment pel fetge. És un membre de la família de les serpines, encara que no és conegut per inhibir altres enzims, a diferència de la majoria de les serpines. Els nivells de angiotensinogen plasmàtic s'incrementen per corticoesteroides, estrogen, hormona tiroidal, i nivells d'angiotensina II plasmàtics.
El angiotensinogen és també conegut com a substrat de la renina. El angiotensinogen humà és de 453 aminoàcids de longitud, però altres espècies tenen angiotensinogen de diferents mides. Els primers 12 aminoàcids són els més importants per a la seva activitat: (Asp-Arg-Val-Tyr-Ile-His-Pro-Phe-His-Leu-Val-Ile-...).

### Angiotensina I
Asp-Arg-Val-Tyr-Ile-His-Pro-Phe-His-Leu | Val-Ile-...
L'angiotensina I es forma per l'acció de la renina sobre el angiotensinogen. La renina trenca l'enllaç peptídic entre els residus leucina (Leu) i valina (Val) de l'angiotensinogen, creant el pèptid de deu aminoàcids (des-Asp) angiotensina I. La renina es produeix en els ronyons en resposta a l'activitat simpàtica renal, disminució de la pressió arterial intrarrenal (<90 mmHg la pressió arterial sistòlica) en les cèl·lules juxtaglomerulars, o disminució de subministrament de Na + i Cl- a la màcula densa. Si menys Na + és detectada per la màcula densa, s'incrementa la alliberament de renina per les cèl·lules juxtaglomerulars.
L'angiotensina I aparenta no tenir activitat biològica i existeix únicament com un precursor de l'angiotensina II.

### Angiotensina II
Asp-Arg-Val-Tyr-Ile-His-Pro-Phe
L'angiotensina I es converteix en angiotensina II (AII) a través de l'eliminació de dos residus C-terminals per l'enzim convertidor d'angiotensina (ECA), principalment a través d'ECA dins del pulmó (però també present en les cèl·lules endotelials i les cèl·lules epitelials del ronyó). L'ECA trobada en altres teixits del cos no té cap paper fisiològic (L'ECA té una alta densitat en el pulmó, però l'activació aquí no promou la vasoconstricció, l'angiotensina II està per sota dels nivells fisiològics d'acció). L'angiotensina II actua com una hormona endocrina, autocrina / paracrina.L'ECA és objectiu dels fàrmacs inhibidors d'ECA, que disminueixen la taxa de producció d'AII. L'angiotensina II augmenta la pressió sanguínia mitjançant l'estimulació de la proteïna Gq en les cèl·lules del múscul llis vascular (que al seu torn activa un mecanisme dependent d'IP3 que condueix a un augment en els nivells de calci intracel·lular i, finalment, causant la contracció). A més, l'angiotensina II actua a l'intercanviador Na / H en els túbuls proximals del ronyó per estimular la reabsorció de Na i l'excreció d'H que està acoblat a la reabsorció de bicarbonat. Això dona com a resultat un augment del volum sanguini, pressió i pH. Per tant, els inhibidors d'ECA són fàrmacs antihipertensius importants.També es coneixen altres productes de l'escissió de l'ACE, de 7 o 9 aminoàcids de longitud; que tenen afinitat diferencial pels receptors d'angiotensina, encara que el seu paper exacte encara no és clar. L'acció de l'AII és objectiu dels fàrmacs antagonistes dels receptors d'angiotensina II, que bloquegen directament els receptors d'angiotensina II AT1. L'angiotensina II és degradada a l'angiotensina III per angiotensinases localitzades en els glòbuls vermells de la sang i dels jaços vasculars de la majoria dels teixits. Té una vida mitjana en circulació d'uns 30 segons, mentre que, en el teixit, pot ser de fins a 15-30 minuts.

### Angiotensina III
Asp | Arg-Val-Tyr-Ile-His-Pro-Phe
L'angiotensina III té 40% de l'activitat presora de l'angiotensina II, però 100% de l'activitat productora d'aldosterona. Augmenta la pressió arterial mitjana.

### Angiotensina IV
```
Arg | Val-Tyr-Ile-His-Pro-Phe
```

L'angiotensina IV és un hexapèptid que, com l'angiotensina III, té quelcom menys activitat.

## Efectes
Les angiotensines II, III i IV tenen una sèrie d'efectes en tot el cos:

### Adípic
L'angiotensina "modula l'expansió de massa greix a través de la regulació positiva de la lipogènesi del teixit adipós i la regulació a la baixa de la lipòlisi".

### Cardiovascular
Són potents vasoconstrictors directes, causant que les artèries i venes es contreguin augmentant la pressió arterial.
L'angiotensina II té un potencial protrombòtic a través de l'adhesió i agregació de les plaquetes i l'estimulació de PAI-1 i PAI-2.
Quan s'estimula el creixement cel·lular cardíac, un sistema (autocrino-paracrino) renina-angiotensina local s'activa en el miòcit cardíac, que estimula el creixement cel·lular cardíac a través de la proteïna-cinasa C. El mateix sistema es pot activar en les cèl·lules musculars llises en condicions d'hipertensió, arterioesclerosi, o dany endotelial. L'angiotensina II és l'estimulador Gq més important del cor durant la hipertròfia, en comparació amb els receptors adrenèrgics endotelina-1 i α1.

### Neural
L'angiotensina II augmenta la sensació de set (dipsògen) a través de l'òrgan subfornical del cervell, disminueix la resposta del reflex baroreceptor, i augmenta el desig per la sal. Augmenta la secreció d'ADH en la pituïtària posterior i la secreció d'ACTH en la pituïtària anterior. També potencia l'alliberament de norepinefrina per acció directa sobre les fibres simpàtiques postganglionars.

### Suprarenal
L'angiotensina II actua sobre l'escorça suprarenal, causant l'alliberament d'aldosterona, una hormona que fa que els ronyons retinguin sodi i perdin potassi. Els alts nivells plasmàtics d'angiotensina II són responsables dels elevats nivells d'aldosterona presents durant la fase lútea del cicle menstrual.

### Renal
L'angiotensina II té un efecte directe en els túbuls proximals per augmentar la reabsorció de Na +. Té un efecte complex i variable en la filtració glomerular i el flux sanguini renal depenent de diversos factors. L'augment de la pressió arterial sistèmica mantindrà la pressió de perfusió renal; però, la constricció de les arterioles aferents i eferents glomerulars tendirà a restringir el flux sanguini renal. L'efecte sobre la resistència arteriolar eferent és, però, marcadament major, en part a causa del seu diàmetre basal més petit; això tendeix a augmentar la pressió hidroestàtica capil·lar glomerular i mantenir la taxa de filtració glomerular (TFG). Un nombre d'altres mecanismes pot afectar el flux sanguini renal i la TFG. Altes concentracions d'angiotensina II poden constrènyer el mesangi glomerular, reduint l'àrea per a la filtració glomerular. L'angiotensina II és un sensibilitzador de la retroalimentació túbul glomerular, prevenint un augment excessiu de la TFG. L'angiotensina II causa l'alliberament local de prostaglandines, que, al seu torn, antagonitzen la vasoconstricció renal. L'efecte net d'aquests mecanismes que competeixen en la filtració glomerular variarà amb l'entorn fisiològic i farmacològic.